# Sophia Längert
Sophia Längert ist eine deutschsprachige Synchronsprecherin.

## Berufliches
Sophia Längert ist seit 2006 im Synchronbereich tätig. Während ihrer Karriere hat sie insbesondere die Rolle des „Luke Triton“ in der Videospielreihe Professor Layton übernommen, jedoch nicht in der Serie Detektei Layton. Zuletzt war sie als „KI-Stimme/Sage“ in dem Spiel Sonic Frontiers zu hören. Seit November 2015 arbeitet sie bei einer Agentur.

## Synchronrollen
Serien:
- 2008–2010: Black Butler als Richard
- 2010: Blue’s Clues – Blau und schlau
- 2011–2012: Bananas in Pyjamas
- 2013: Gumball
- 2013: Austin & Ally

Filme:
- 2009: Professor Layton und die ewige Diva als Luke Triton
- 2011: Black Butler II: Making of Black Butler als Richard

Videospiele:
- 2007: Der Goldene Kompass (SEGA)
- 2009: Professor Layton 2 als Luke Triton
- 2010: Professor Layton 3 als Luke Triton
- 2011: Professor Layton 4 als Luke Triton
- 2011: Inazuma 3
- 2012: Professor Layton 5 als Luke Triton
- 2012: Professor Layton 6 als Luke Triton
- 2013: Inazuma 3
- 2022: Sonic Frontiers als Sage/KI-Stimme (neu)